# Iparguns
Iparguns Manufactura de Armas, S.L. fue una empresa de mantenimiento y fabricación de repuestos para armas ubicada en la localidad guipuzcoana de Éibar (España).
Se fundó en el año 1997 por trabajadores provenientes de la recién cerrada STAR, Bonifacio Echeverría S.A. a los que se unieron otro procedentes de otras empresas armeras importantes como Astra, Unceta y Compañía; Echave y Arizmendi, Echasa; Norberto Arizmendi, Norica y Aguirre y Aranzabal. La empresa cerró en el año 2012. Se dedicaba a la fabricación de recambios para pistolas "Star" y "Astra", reparaciones y restauración de armas cortas españolas en general y escopetas. Personalizaba armas siguiendo instrucciones del cliente adaptando estas a sus características y deseos llegando a realizar adaptaciones de armas de guerra a armas civiles así como la inutilización y el seccionamiento de armas. La empresa obtenía los correspondiente certificados del Banco Oficial de Pruebas de Éibar.